# 国际标准视听资料编码
國際標準視聽著作號（英語：International Standard Audiovisual Number，縮寫：ISAN），是视听作品原作及其改版的唯一标识码，就像图书的ISBN编码。ISAN是由国际标准化组织ISOTC46/SC9工作组开发，由视听数码国际标准—国际代理机构（ISAN-IA）运营和管理ISAN-IA。
ISAN标准（ISO标准15706:2002和ISO 15706-2）作为视听标识码供给视听作品生产商、演播室、广播公司、网络媒体提供商和游戏出版商进行选择，他们需要对各种格式的视听作品进行编码、跟踪和销售。它给在ISAN系统注册的每一部视听作品及其相关版本提供一个唯一的、国际认可的、永久性编码。
ISAN编码通过整个生命周期（从概念到生产、到销售、到消费）对视听作品进行鉴别。其核心在于它的普遍利益和长远稳定。ISAN编码可采用数字和物质两种媒体，如放映画面、DVD、出版物、广告、营销材料和包装，以及许可合同单独对视听作品进行鉴别。ISAN标识码采用多种草稿和定稿标准，如AACS，DCI,MPEG，DVB和ATSC.

## 数字格式

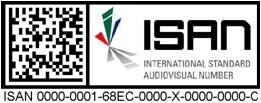
ISAN编码是二维条形码

ISAN编码由96位数（二进制）构成，分成三个片段：根，类和版。根分配给核心作品，源于同一根作品的电影或电视剧可以具有相同的根，但属于不同的“类”（如果核心作品没有相关的类作品，类片段为零）。以某种方式对原作品及其“类”作品进行修改，如配音和用其他语言配字幕，具有不同的版。当96位数的ISAN编码用十六进制表示时，它有24位数，如：000000018947000000000000.
然而，供人阅读的印刷体的ISAN编码总是以ISAN作为标签开头，中间用连字符将不同的数字组分开，再加上两个校验符（由字母A-Z构成）以有助于鉴别抄写错误。最终的数码如下：ISAN0000-0001-8947-0000-8-0000-0000-D
ISAN-IA已经开发出了受欢迎的ISAN编码，该编码是96像素正方形二维条形码。ISAN编码是集中注册和永久性配给编码。它所引用的作品或内容可通过在ISAN-IA注册的元数据组进行鉴别。ISAN-IA及其指定注册机构联合防止同一元数据组重复配码。ISAN元数据组包括标题（原来的和改过的），演职人员（导演，演员，制片人，字幕制作人等），作品类别（电影，纪录片，电视剧，娱乐表演，体育比赛，游戏等），持续期，生产年份和许多有关作品的其他方面。这种元数据应用于所有类型的视听作品，包括有关的版作品，如拖车，节录，影像和广播。微软公司的高容量彩色条形码也将被使用。。

## 视听数码国际标准国际代理机构
视听数码国际标准国际代理机构是一家坐落于日内瓦的非营利机构，于2003年由国际视听作品集体管理协会AGICOA，国际作者和作曲家协会联合会CISAC和国际制片人协会联合会FIAPF共同创立，它负责管理营运ISAN标准。ISAN-IA负责一下几方面的工作：
- 维护ISAN编码中心库，
- 运营和管理ISAN编码系统，
- 世界范围内委派ISAN编码注册机构，
- 在各注册机构的协助下在视听工业推广ISAN编码。